# Holiday (Dizzee Rascal)
Holiday è un brano musicale del rapper britannico Dizzee Rascal, pubblicato come terzo singolo estratto dall'album Tongue n' Cheek. Il brano, scritto da Dylan Mills, Nicholas Detnon e
Adam Wiles è stato pubblicato il 24 agosto 2009 dalla Dirtee Skank Records.

## Tracce
CD single
1. Holiday (Radio Edit) – 3:41
2. Holiday (Extended Mix) – 6:02
3. Holiday (R'n'B Mix) – 3:25
4. Live, Large N' In Charge – 3:51

12" single
1. Holiday (Radio Edit)
2. Holiday (R'n'B Mix)
3. Live, Large N' In Charge
4. Holiday (Acappella)
5. Holiday (Instrumental)

iTunes Australian single
1. Holiday (Radio Edit)
2. Holiday (Extended Mix)
3. Live Large 'N' In Charge

iTunes UK EP
1. Holiday (Radio Edit)
2. Holiday (Extended Mix)
3. Holiday (R'n'B Mix)
4. Live Large 'N' In Charge
5. Holiday (Music Video)

## Classifiche
| Classifica (2009) | Posizione più alta |
| ----------------- | ------------------ |
| Australia         | 30                 |
| Nuova Zelanda     | 6                  |
| Belgio            | 20                 |
| Paesi Bassi       | 68                 |
| Germania          | 78                 |
| Irlanda           | 5                  |
| Regno Unito       | 1                  |